# Najat Makki
Najat Makki  (arabisch نجاة مكي, DMG Naǧāh Makkī; * 1956 in Dubai, Vereinigte Arabische Emirate) ist eine emiratische Künstlerin. Sie ist eine Pionierin der zeitgenössischen Kunst der Vereinigten Arabischen Emirate.

## Leben und Werk
Makki erhielt 1977 als erste Frau aus den Emiraten ein Regierungsstipendium für ein Kunststudium im Ausland. Sie studierte in Kairo an der  Faculty Of Fine Arts, Alexandria University und erhielt 1982 den Bachelor of Arts, 1996 das Diplom in Fine Arts und 1988 den Master in Relief & Medal. 2001 promovierte sie dort in Kunstphilosophie. Ihre Arbeiten zeigen eine Beeinflussung von ägyptischen Malern und weisen verschiedene Stilrichtungen auf, darunter Realismus und abstrakter Expressionismus.

## Auszeichnungen
- 1993: Jury Award, First Session of Sharjah International Biennial, VAE
- 1996: General Authority of Youth & Sports Welfare-Silver Award, VAE
- 1998: Auszeichnung bei der Biennale des Golf-Kooperationsrats
- 1999: Al Mahabaa Syrian International Biennial, Syrien
- 1999: Jury Award, First Session of Sharjah International Biennial
- 1999: Sharjah-Silver Award
- 2002: Auszeichnung bei der Biennale des Golf-Kooperationsrats, Katar
- 2002: Culture and Science Symposium Award, Dubai
- 2007: Emirates Appreciation Award for Arts, Science and Literature
- 2008: The National Award for Arts, Science and Literature

## Ausstellungen (Auswahl)
- 2000: „Frau & Kunst“; Internationale Ausstellung, Schardscha, VEA
- 2002: Emirates Media Inc. Exhibition; For you Jerusalem, Abu Dhabi
- 2002: Biennale Teheran, Iran
- 2003: Archäologisches Museum, Schardscha, VAE
- 2004: Umweltausstellung im Dubai Trade Centre, Dubai
- 2004: Immar International Arts Workshop, Dubai
- 2004: Frankfurter Buchmesse, Frankfurt
- 2004: Heritage Horizons Exhibition, Abu Dhabi Officers Club, VAE
- 2014: Visionäre Frauen in der Kunstszene der Emirate, Abu Dhabi
- 2015: Nationaler Pavillon der VAE, Biennale Venedig, Italien
- 2016: Porträt einer Nation, Abu Dhabi